# Stichting HALIN
Stichting HALIN is een stichting die sinds 1955 een humanitair doel nastreeft voor ondersteuning van voormalige landgenoten en hun nakomelingen in Indonesië.

## Geschiedenis
De Stichting HALIN (Stichting Hulp aan Landgenoten in Indonesië) is in 1955 opgericht in Den Haag door opgericht door betrokken Indo’s die zich het lot aantrokken van voormalige landgenoten (warga negara's) voor wie het ten gevolge van politieke ontwikkelingen niet mogelijk was Indonesië tijdens de periode 1945-1950 te verlaten en naar Nederland te vluchten. Deze bevolkingsgroep kon ten gevolge de oorlogshandelingen in voormalig Nederlands-Indië niet (meer) aantonen het Nederlanderschap te bezitten en konden ook niet tot de Indonesische bevolking worden gerekend. Onder deze groep bevonden zich ook minderjarigen, waarvan de Nederlandse ouders tijdens het oorlogsgeweld om het leven waren gekomen of gebracht, derhalve geen identiteitspapieren en ook geen verdere familie bezaten. Zij, maar ook hun nakomelingen, zaten gevangen in situaties, waarin zij ook geen steun ontvingen van de Indonesische regering. Buiten hun schuld zijn zij in hulpbehoevende situaties beland. Ook is er een groep die in jaren 50 gekozen had voor de Indonesische nationaliteit, maar in de jaren 60 geconfronteerd met opnieuw negatieve sentimenten van de oorspronkelijke Indonesiërs jegens hen, waardoor zij uit hun functies werden ontheven of zelf ontslag moesten nemen. De Nederlandse regering weigerde deze tweede groep ‘spijtoptanten’ het Nederlanderschap te verlenen en hen op te nemen in de Nederlandse samenleving. Degenen die deze situaties konden ontvluchten deden dat veelal door te trouwen met een Indonesische of Indonesiër, waardoor zij de Indonesische nationaliteit verkregen en de garantie hadden op een redelijke baan.

## Activiteiten
De stichting zorgt voor financiële bijstand, een vergoeding voor de ziektekostenverzekering, voedsel en kleding. Het ging in eerste instantie om een groep van rond 4000 Nederlanders, die verspreid leven over Indonesië en met voedsel en kleding werden ondersteund. Er zijn heden ten dage zo’n 220 personen die levenslang financiële ondersteuning krijgen. 
Stichting HALIN is niet de enige stichting die opkomt voor de in Indonesië achtergeblevenen: ook Stichting Teman Teman Sehati zorgt voor ondersteuning aan ouderen bij financiële problemen, boodschappen en zorg. 
De Stichting valt onder toezicht van CBF.